# Yell (isola)
Yell, un tempo nota come Zell, è un'isola della Scozia nord-orientale, situata tra l'Oceano Atlantico e il Mare del Nord e facente parte dell'arcipelago delle Isole Shetland. Con i suoi 212 km² di superficie, è la seconda isola più estesa dell'arcipelago dopo Mainland.
Principali centri abitati dell'isola sono Ulsta, Gutcher e Burravoe.

## Etimologia
Il toponimo Yell deriva forse dal protonordico jela o jala, che significherebbe "isola bianca".Ancora oggi a Yell vecchie donne vendono ai marinai, sotto forma di brandelli di stoffa, i venti favorevoli alla navigazione (J. Frazer. Il ramo d’oro. Boringheri Torino. 1973. pag.131).  Questa tradizione e l’assonanza di Yell con il nome di Eolo, signore dei venti, sostengono la proposta interpretativa che colloca le vicende omeriche nell’Età del Bronzo nord-europea. Dopo molti secoli di trasmissione orale, i testi vennero trascritti  in Greco intorno all’ottavo secolo a.C. (F. Vinci. Un’originaria matrice nordica dell’Iliade e dell’Odissea. Rivista di Cultura Classica e Medioevale. IV (2) 2013. pag. 460).

## Geografia

### Collocazione
Yell si trova tra Mainland ed Unst (rispettivamente a nord della prima e a sud/sud-ovest della seconda) e ad ovest dell'isola di Fetlar ed è separata dalla parte settentrionale dell'isola di Mainland dallo Yell Sound.
Fa parte del gruppo di isole chiamato Isole del Nord.

## Demografia
Al censimento del 2001, Yell contava una popolazione pari a 957 abitanti.

## Fauna
Sull'isola si trova una consistente colonia di lontra europea (lutra lutra), tanto da essere definita la "capitale della lontra in Gran Bretagna".

## Luoghi d'interesse

### Windhouse
La Windhouse è un edificio risalente al 1707 ed abbandonato dal 1920. Secondo la leggenda, sarebbe infestato dai fantasmi.
|  |

### Old Haa Museum
Tra I luoghi d'interesse vi è l'Old Haa Museum, a Burravoe, collocato in un edificio risalente al 1672.

### White Whife di Otterswick
Nel villaggio di Otterswick si trova la White Whife, una scultura realizzata nel 1892 che raffigurerebbe una ragazza tedesca oppure una ragazza scozzese nata da genitori tedeschi.
|  |

## Trasporti
Yell è raggiungibile con un traghetto che parte da Toft, sull'isola di Mainland e che arriva ad Ulsta.